# Filosofía islámica

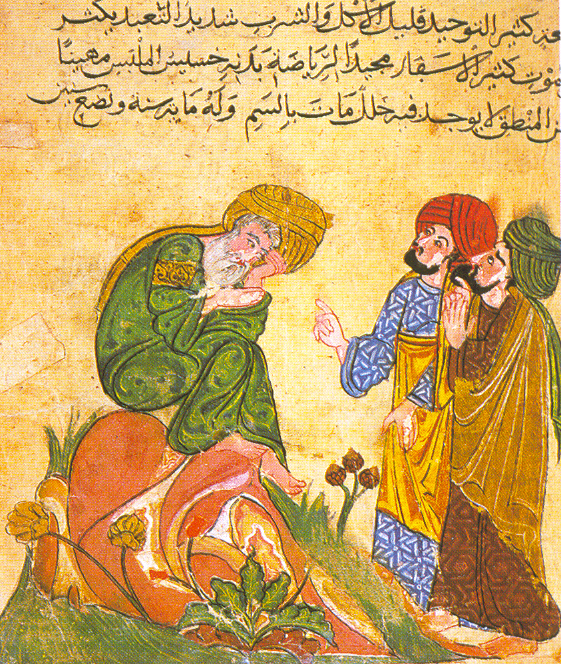
Representación de Sócrates en un manuscrito árabe ilustrado del.

La filosofía islámica es filosofía surgida de la tradición islámica. Incluye el conjunto de ideas relacionadas con la vida, el universo, la ética, la sociedad y demás cuestiones fundamentales vinculadas al mundo islámico. Dos términos usados tradicionalmente en el mundo islámico son traducidos a veces como filosofía: falsafa (lit. «filosofía»), que se refiere a la filosofía en su sentido tradicional así como a la lógica, la matemática y la física,y kalama (lit. «habla»), que se refiere a una forma racionalista de teología escolástica islámica, que incluye las escuelas maturidiyah, ashariyyah y mu'tazila.
La filosofía islámica temprana tuvo inicio con Al-Kindi en el siglo II del calendario musulmán (comienzos del siglo IX d. C.)  y terminó con Ibn-Rushd (Averroes) siglo VI d. H. (finales del siglo XII d. C.), coincidiendo ampliamente con la Edad de Oro del islam. La muerte de Averroes marcó de manera efectiva el final de una disciplina particular de filosofía islámica llamada usualmente la escuela peripatética islámica, y la actividad filosófica tuvo un importante declive en países islámicos occidentales tales como la Iberia islámica y el Norte de África.
La filosofía islámica persistió por mucho más tiempo en países islámicos orientales, en particular la Persia safávida, y los imperios otomano y mogol, donde varias escuelas filosóficas siguieron floreciendo: el avicenismo, el averroísmo, el iluminacionismo, filosofía mística, teosofía trascendente, y filosofía de Isfahán. Ibn Jaldún, en su Muqaddima, hizo contribuciones importantes a la filosofía de la historia. Interés en la filosofía islámica revivió durante el movimiento al-Nahda («despertar») a finales del siglo XIX y comienzos del XX, y continúa hasta la actualidad.
La tradición islámica actual combina algunos pensamientos del neoplatonismo y del aristotelismo con otros conceptos que fueron insertados mediante el desarrollo del Islam. Ciertos filósofos de peso como el árabe al-Kindi y los persas al-Farabi y Avicena, así como Ibn Tufail y Averroes, originarios de la península ibérica, precisaron algunas interpretaciones de Aristóteles que fueron después absorbidas por los intelectuales judíos y cristianos.
La historia de la filosofía islámica contiene ejemplos significativos de otros filósofos que abordaron un gran número de cuestiones que terminaron por influenciar al escolasticismo medieval de Europa, entre ellos se encuentran Al-Ghazali y Mulla Sadra.
Los musulmanes, y en menor medida los cristianos y los judíos, contribuyeron con el folclore arábigo y se distanciaron entre sí de acuerdo a sus dogmas filosóficos más que por sus doctrinas religiosas. Cuando los pueblos árabe y bereber llegaron a la península ibérica, la literatura filosófica arábiga fue traducida a los idiomas hebreo y latín; contribuyendo al desarrollo de la filosofía europea.
La filosofía islámica tuvo un gran impacto en la Europa cristiana, donde traducciones al latín de textos filosóficos en árabe «llevaron a la transformación de casi todas las disciplinas filosóficas en el mundo latino medieval», con una influencia particularmente fuerte de filósofos musulmanes en la filosofía natural, la psicología y la metafísica.

## Terminología
La filosofía (del latín philosophĭa, y este del griego antiguo φιλοσοφία, «amor por la sabiduría»)  es el estudio de una variedad de problemas fundamentales acerca de cuestiones como la existencia, el conocimiento, la verdad, la moral, la belleza, la mente y el lenguaje. Sócrates se presentaba a sí mismo como filósofo (amante de la sabiduría). Los musulmanes tomaron prestada la palabra «filosofía» mediante el término «falsafah» en árabe, con el significado de «ciencia racional». Y según esta definición, la palabra falsafah hace referencia al conjunto de saberes tales como: teología, política, matemáticas, moralidad y física.

## Escuelas de filosofía islámica

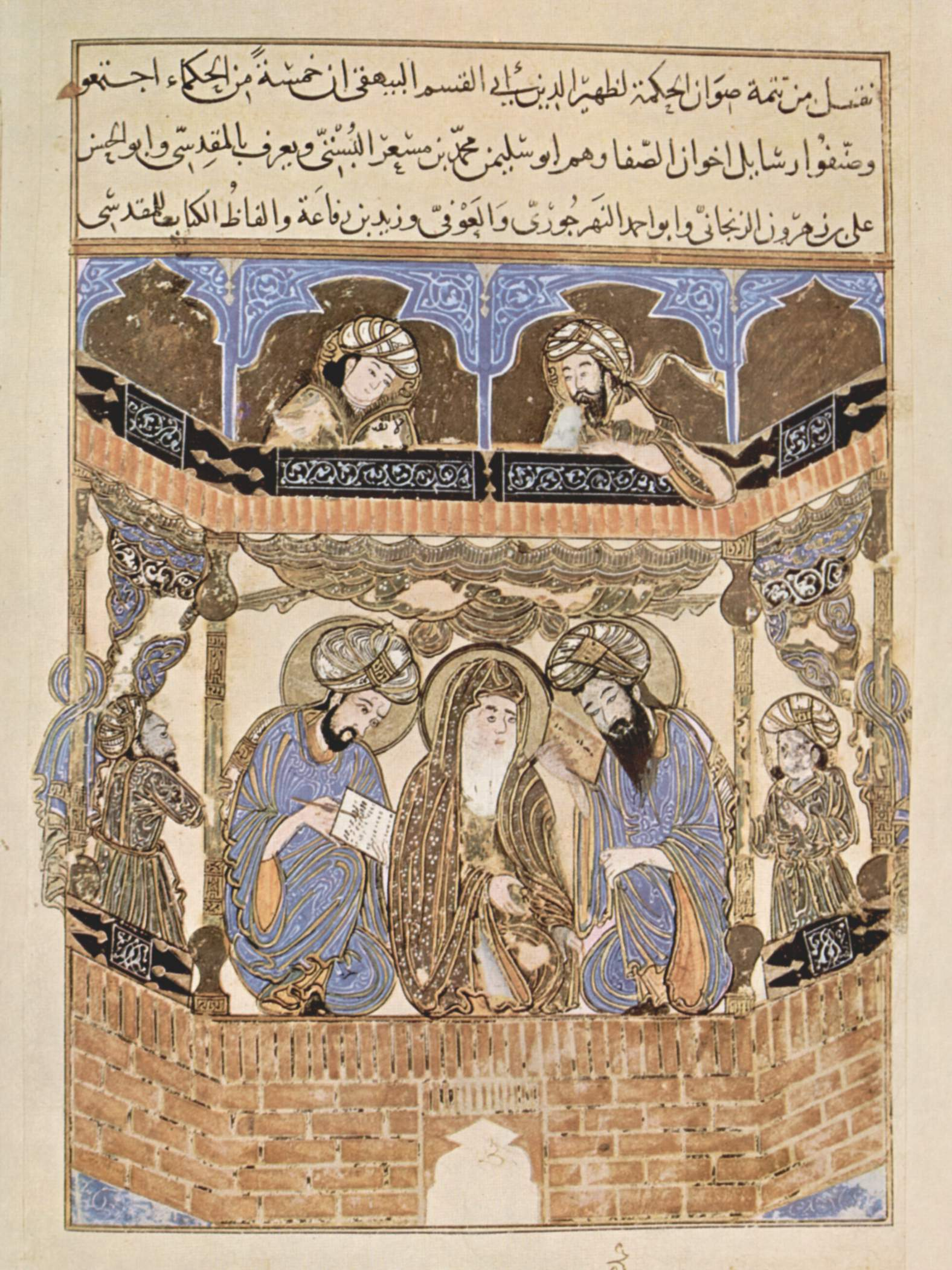
Manuscrito iluminado de 1287 mostrando a los Hermanos de la Pureza, grupo de filósofos musulmanes del.

Según el pensamiento de los sabios islámicos hay tres escuelas de filosofía islámica:

### Escuela peripatética (mashsha)
Es un círculo filosófico de la Grecia antigua. Básicamente, seguía las enseñanzas de Aristóteles, su fundador. De los filósofos islámicos, Ibn Sina (Avicena) es el mayor filósofo de esta escuela.
Los musulmanes para dividir la filosofía de Aristóteles, usaban de la palabra Falsafah o Hikmat y decían que se dividía en Teórica y Práctica:
- Filosofía teórica: Se refiere a las cosas y su naturaleza. La filosofía teórica se divide en filosofía superior o teología, filosofía media o matemáticas y filosofía inferior o naturaleza.
- Filosofía práctica: se refiere a los actos del ser humano. La filosofía práctica se divide en ética, política y social.[4]

### Escuela Ishragh
Es una escuela basada en el pensamiento de Shahab al-Din Suhrawardi (1154-1191), conocido con el nombre de Sheikh al-Ishraq, que revivió la antigua filosofía iluminista iraní y escribió un libro sobre esta escuela. A pesar de esto, su escuela de pensamiento permanece hasta nuestros días.
Aunque Suhrawardi fue un pionero de la filosofía peripatética, más tarde se convirtió en un platónico tras una experiencia mística. Suhrawardi intentó criticar el avicenismo de una nueva manera. Según John Walbridge, las críticas de Suhrawardi sobre filosofía peripatética podrían contarse como un punto de inflexión importante para sus sucesores.
Revivió la antigua sabiduría en Persia por su filosofía de la iluminación. Sus seguidores, como Shahrzouri, Qutb al-Din al-Shirazi trataron de seguir el camino de su maestro. Suhrawardi hace una distinción entre dos enfoques en la filosofía de la iluminación: Un enfoque es discursivo y otro es intuitivo.

### Filosofía Trascendente
Es la filosofía desarrollada por el filósofo persa Mulla Sadra. Es una de las dos principales disciplinas de la filosofía islámica activas actualmente. Mulla Sadra diferenciaba entre dos conceptos, existencia y esencia, siendo el principio de esta escuela la existencia.

## Historia

### Filosofía islámica clásica

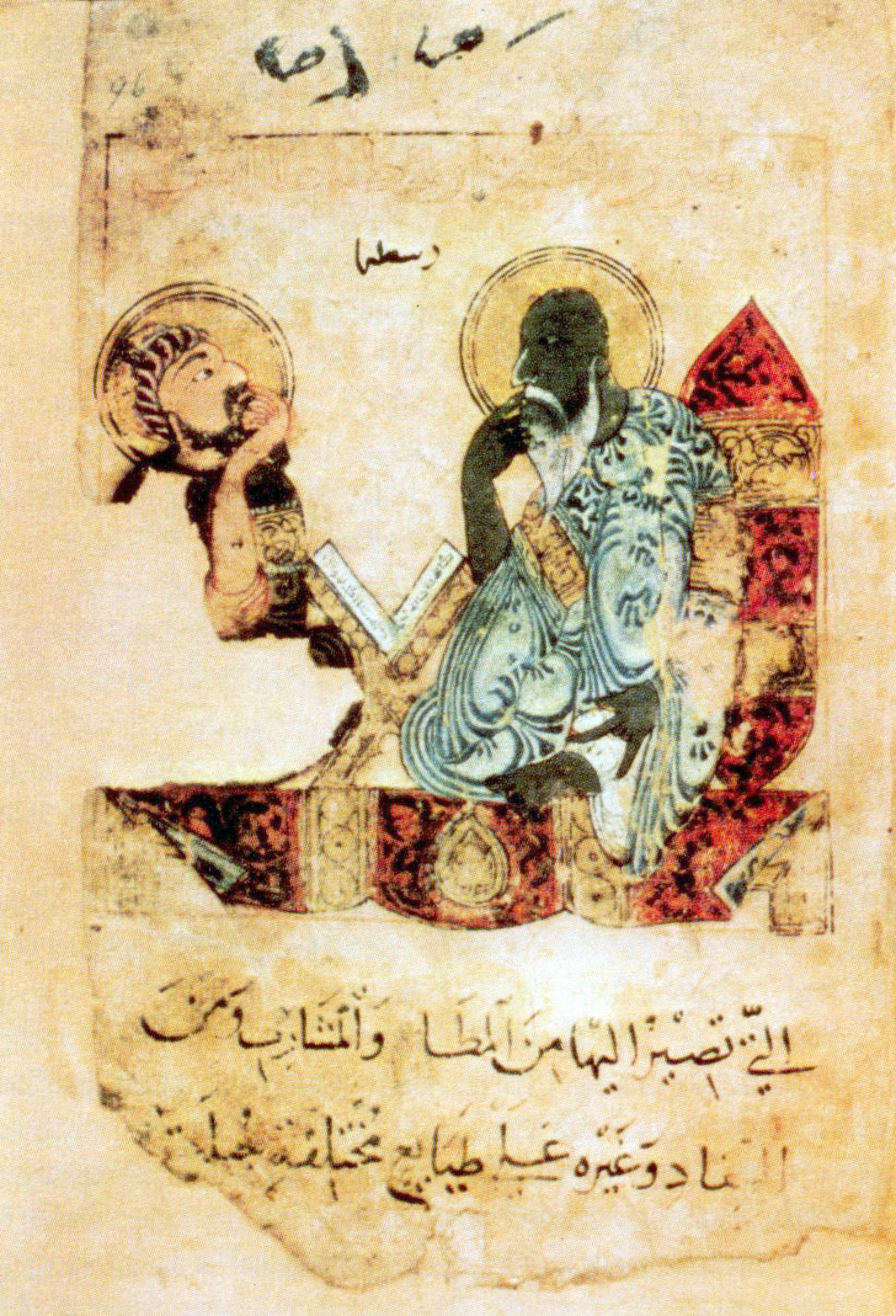
Aristóteles enseñando, ilustración de un manuscrito árabe medieval.

La filosofía islámica clásica tuvo una importante influencia en el desarrollo de la filosofía moderna. El período clásico de la filosofía islámica coincide con la Edad de Oro del Islam, fechada, aproximadamente, entre los siglos VIII y XVI.
Algunos ejemplos de los logros de los filósofos musulmanes son el desarrollo de una estricta citación científica (la Isnād) y el desarrollo de un método de investigación científico para refutar las hipótesis, la ijtihad, que podía ser aplicado en general a diversos tipos de cuestiones.
Después de Aristóteles, aunque su escuela fue abandonada en ese entonces, no se perdió completamente. Las obras escritas por los filósofos seguidores de esta escuela y también las obras de Plotino y de sus discípulos, pasarían de mano en mano en los centros académicos de Oriente Medio hasta que los musulmanes, persuadidos por uno de los gobernadores abasidas (en el siglo VII d. C), decidieran traducirlos al árabe.
Hay que distinguir dos corrientes en el pensamiento islámico temprano. La primera es Kalam, que sobre todo trata sobre cuestiones teológicas del Islam, y la otra es Falsafa, que se centró en interpretaciones del aristotelismo y del neoplatonismo. Hubo intentos posteriores de parte de filósofos-teólogos por armonizar ambas tendencias, en particular los de Avicena y Averroes, y otros no tan relevantes como los de Ibn al-Haytham (Alhacén), Abū Rayhān al-Bīrūnī, Ibn Tufayl (Abubacer) y Ibn al-Nafis.

## Exponentes

#### Al-Kindi
Al-Kindi (801-873) fue de los primeros que hicieron traducir al árabe la obra de Aristóteles. De entre todos sus trabajos, destaca por haber tratado el problema del entendimiento y la relación entre el conocimiento filosófico y el profético. En su escrito "De intellectu", distinguió cuatro especies de intelectos (en torno a la discusión por el Intelecto agente): a) el que es siempre en acto (inteligencia primera); b) el que está en potencia en el alma (in potentia); c) el que pasa en el alma de la potencia al acto (in effectu); y d) el intelecto demostrativo. El intelecto en potencia y el intelecto en efecto no son otra cosa, respectivamente, que el intelecto material y el intelecto en hábito, de Alejandro de Afrodisia. Pero a distinción de este comentador griego, Al-Kindi consideró que estos intelectos carecen de soporte orgánico. En cuanto al entendimiento agente, admitió que es supremo y separado, “último eslabón de las esferas celestes, que rige a nuestro mundo”.

#### Al-Farabi
Al-Farabi (872-950), nacido en Asia Central en la época del Califato abasí, estudió en Bagdad, capital del Califato e importante centro intelectual. Fue el primero en propiciar un sistema filosófico a partir de las traducciones diseminadas de los libros de Platón y Aristóteles, con influencias del neoplatonismo y del nestorianismo. Por esta razón fue conocido como el “Segundo Maestro”, en referencia a Aristóteles, considerado el “Maestro Primero”. Al-Farabi escribió varios libros comentando las obras de Platón y Aristóteles, buscando una síntesis entre los dos filósofos.

#### Avicena
Después de Farabi, algunos otros filósofos surgirían, aunque, ninguno de ellos fue tan versado como Ibn Sina (Avicena, 980-1037). Él fue un genio, y eso contribuyó a que fundase una escuela de filosofía, con base en los limitados principios de Aristóteles, todavía en su juventud. Esta nueva escuela era muy superior a la de Aristóteles (que fue conocida por medio de sus obras traducidas), debido a su profundidad de abordar, su perspectiva monoteísta y su pluralidad de los temas que discutía. Se debió a los esfuerzos de Ibn Sina, que la filosofía aristotélica alcanzó su cenit. Al inicio de sus estudios Ibn Sina no prestó atención a la filosofía iluminativa. En su época, el clima político del amplio territorio islámico estaba en una gran turbulencia.

#### Algazel
Al-Ghazālī que se escribe: أَبُو حَامِد الغَزَالِيّ, latinizado como Algazel. Nació en Irán el 5 de julio de 1057 y falleció el 19 de diciembre de 1111), teólogo, jurista, filósofo y místico de origen persa. Escribió El resurgimiento de las ciencias religiosas (Iḥyāʾ ʿulūm al-dīn) que es considerada como la obra más importante de la espiritualidad islámica y es la más leída en el mundo musulmán después del sagrado Corán.

#### Abentofail
En árabe conocido como Ibn Tufail (nombre completo en árabe: أبو بكر محمد بن عبد الملك بن محمد بن طفيل القيسي الأندلسي, transcrito ʾAbū Bakr Muḥammad ibn ʿAbd al-Malik ibn Muḥammad ibn Ṭufail al-Qaisī al-ʾAndalusī; latinizado como Abubacer; hispanizado) (Guadix, Purchena o Tíjola, c. 1105 o 1110 - Marrakech, 1185) fue un médico, filósofo, matemático y poeta, mentor de Averroes. Participó en la vida cultural, política y religiosa de la corte de los almohades en Granada (Al-Ándalus). En el núcleo de sus ideas filosóficas se encuentra el problema de la unión del entendimiento humano con Dios. Su obra más conocida es El filósofo autodidacta, Ḥayy ibn Yaqẓān (حي بن يقظان) es la primera novela árabe y la primera novela filosófica.

#### Avempace
En árabe conocido como Ibn Bayyah (ابن باجة) fue un filósofo musulmán de nombre completo Abu Bakr Muhammad ibn Yahya ibn al-Sa'ig ibn Bayyah (أبو بكر محمد بن يحيى بن الصايغ). Nació en la capital de la Taifa de Saraqusta (hoy es Zaragoza) hacia 1080. Se sabe que murió en Fez en 1139.1 Además de la filosofía, cultivó la medicina, la poesía, la física, la botánica, la música y la astronomía. Fue el difusor de la filosofía post-aristotélica en Europa. Proponía el estudio del régimen solitario (A diferencia del régimen mundial, de la ciudad o familiar). Creía que el ser humano se movía en tres ámbitos que implican tres potencias cognitivas, material, individual y espiritual. El ámbito material es a nivel rústico las necesidades básicas, el ámbito individual procura el crecimiento personal, pero el ámbito espiritual, liga al individuo con el mundo familiar, ciudadano y universal. También abogaba por la búsqueda de la felicidad a partir de la razón (ética a Nicómaco) y criticaba en ello a Algazel, quien buscaba la felicidad en el ámbito místico sufí.

#### Averroes

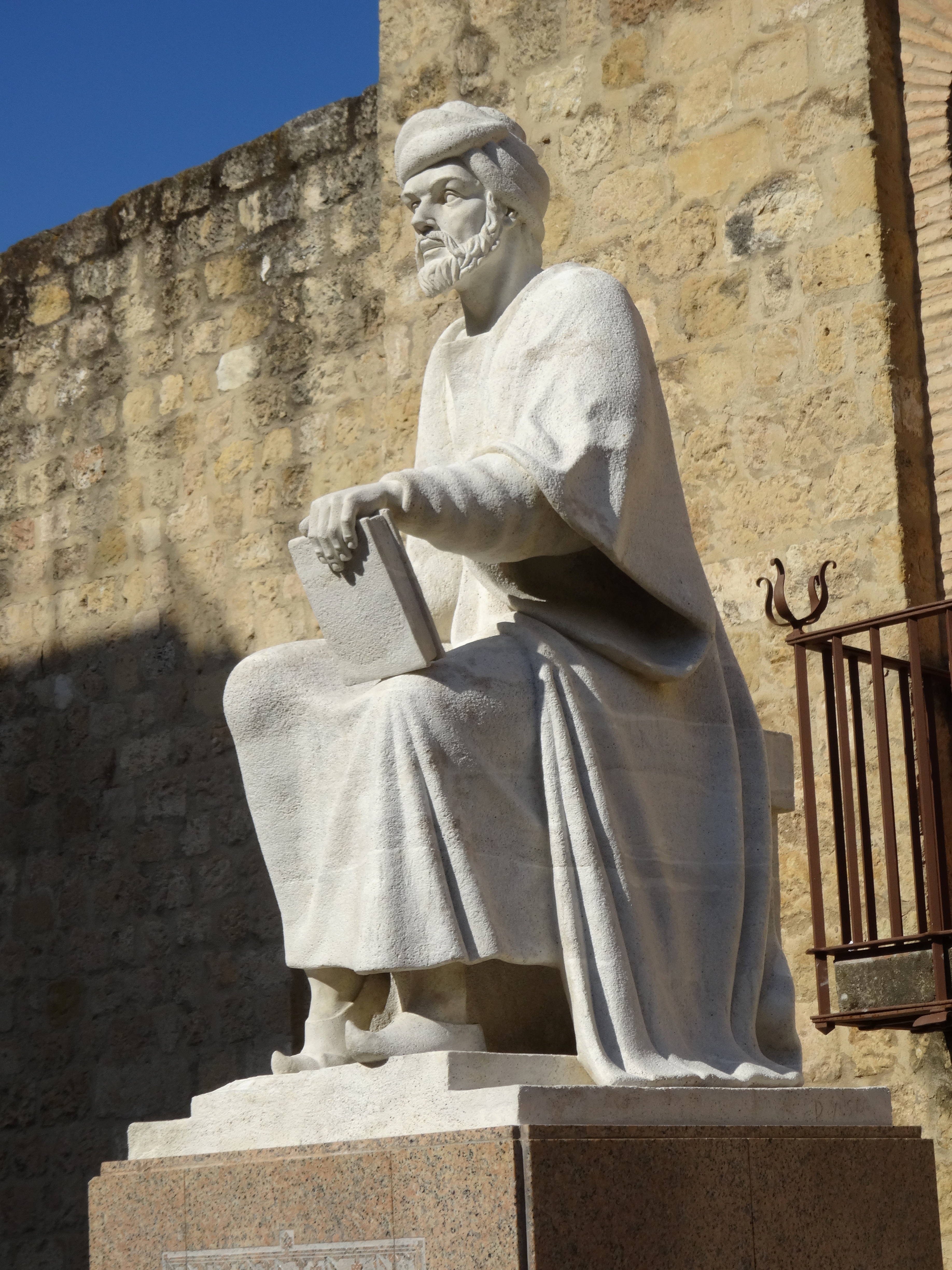
Estatua de Averroes en Córdoba (España).

En árabe Ibn Rushd (1126-1198), de origen cordobés, fue conocido como «El Comentador» por sus comentarios sobre la obra de Aristóteles. En su obra La destrucción de la destrucción (Tahafut al-Tahafut) defiende la filosofía aristotélica, afirmando que es compatible con el islam, frente a Al-Ghazali que consideraba que la filosofía estaba en contradicción con la religión.
Jacob Anatoli, bajo el patronazgo de Federico II de Sicilia, tradujo sus obras del árabe al hebreo durante el siglo XIII. Estas traducciones influyeron en el pensamiento cristiano de la Edad Media y el Renacimiento.
Se le atribuye la doctrina de la doble verdad pero Averroes en realidad nunca defendió esa teoría, ya que consideraba que la verdad era una, a la que se podía llegar por varios caminos o vías.

#### Tusi
Nasir al-Din al-Tusi (1201–1274) defendió enérgicamente la filosofía contra los ataques de los teólogos sunnitas y es considerado el renovador del pensamiento filosófico. Fue un maestro en todas las ciencias de su tiempo, al más alto nivel, y sus obras sobre astronomía y matemáticas son mundialmente conocidas.
Algunos de los discípulos de Tusi (como Qutb ud-Din Shirazi) fundarían un centro para la difusión de las escuelas aristotélicas e iluministas de la filosofía, de la teología y de la gnosis. Este centro se llamaba “Escuela Shiraz”. Se mantuvo con sus actividades por muchos años y algunos de sus estudiantes llegaron a ser filósofos y teólogos de renombre.

#### Abenjaldún
Los profesores tunecinos Muhammad Talbi y Abdelmajid Charfi explican la importancia del método de conocimiento racionalista empleado por Abenjaldún (1332-1406), del todo acorde con su condición de creyente, pero sin subordinar el conocimiento y la interpretación de la realidad a las descripciones contenidas en el Corán o en los hadices. «Abenjaldún pone entre paréntesis a Dios», resume Charfi. En el libro sexto del Muqaddima o los Prolegómenos, queda claro que es la reflexión fundada sobre la experiencia lo que permite literalmente al hombre hacerse tal por encima de un mundo animal sujeto a los sentidos. Cabe admitir por cuestión de fe una forma de conocimiento superior, estrictamente espiritual, propio de los ángeles, pero sin incidencia alguna sobre el conocimiento humano.
Abenjaldún utilizó este criterio para explicar el carácter cíclico de las civilizaciones, y a su núcleo, la interacción conflictiva entre el modo de vida nómada y el urbano o civilizado. Así mismo, profundizó en el análisis de una vida nómada, adscrita al mundo árabe, en la cual va incluida una interpretación de la génesis del Islam de cuya vigencia dan cuenta especialistas como Patricia Crone. Dotado de una fuerza propia, derivada de la cohesión grupal o asabiyyah, el mundo árabe nómada es violento, depredador y en principio incapaz de formar un imperio. Todo cambia, sin embargo, cuando sobre esa rudeza de costumbres incide la religión llevada por un Profeta a sus corazones: «Entonces la unificación más cabal se lleva a efecto entre ellos poniéndolos en condiciones de efectuar las conquistas y de fundar un imperio».

### Filosofía islámica moderna

#### Mulla Sadra
Sadr ad-Din Muhammad Shirazi, más conocido como Mulla Sadra (1571–1636) fue un faqih (jurisprudente islámico) chií, teólogo, filósofo y gnóstico iraní. Mulla Sadra es probablemente el más importante e influyente filósofo del mundo musulmán de los últimos cuatrocientos años. El principal representante de los Iluministas, o la Escuela Ishraghi de Filósofos-Místicos, y su escuela de filosofía es llamada Teosofía Trascendente o Al-Hikmah al-Mutaliyah. Trajo un nuevo enfoque filosófico a propósito de la naturaleza de la realidad, y creó una importante transición del esencialismo al existencialismo en la filosofía islámica, varios siglos antes de que esto ocurriera en la filosofía occidental.
La escuela de pensamiento de Mulla Sadra, es una escuela independiente que poseía un sistema específico y propio. Él formó un sistema que abarca todas las cuestiones filosóficas, de manera que se puede afirmar que esta escuela, en virtud de sus principios básicos es capaz de resolver con eficiencia incluso aquellas preguntas periféricas que vendrían a surgir en el campo de la filosofía en el futuro.
Mulla Sadra tiene sus ojos puestos en el Corán cuando trata con todos los problemas principales de la filosofía, y se beneficia de sus Gracias Divinas, tanto es así que algunos críticos levantarán la hipótesis de que él empleaba los versículos coránicos en sus raciocinios filosóficos. Esta es una hipótesis enteramente absurda, sin embargo, como ya dijimos, el Corán siempre fue una fuente de inspiración para Sadra. Él tuvo éxito (por medio de esto) en descubrir determinadas realidades que no estaban accesibles a otros.

## Shariah y filosofía
Los filósofos islámicos desarrollaron un sistema ético basado no solo en la «ética racional», sino también en las enseñanzas específicas del Corán. En la ética islámica, la Voluntad Divina no aparece de una manera abstracta, sino en mandatos concretos contenidos en la Ley sagrada o Shari’ah.
La metafísica, por otra parte, nunca está divorciada de la ética y del aspecto práctico de la religión, en el sentido de que, en cuanto haqiqah, es la dimensión interior de esta misma Shari’ah que determina la vida y la conducta del hombre sobre la tierra.

## Gnosis y filosofía
La gnosis es una de las ciencias que se formó y se desarrolló en el seno de la cultura islámica. La mayoría de los sabios islámicos creen que no se puede separar filosofía y gnosis porque en la filosofía se habla de Dios y de la existencia. Los filósofos dicen que la fuente de existencia del universo es Dios, y no podemos conocer a Dios sin el conocimiento proporcionado por la gnosis.
La gnosis investiga la relación del hombre consigo mismo, con el universo y en especial con Dios. Mientras que todos los demás sistemas éticos, no consideran necesario la investigación acerca de la relación del hombre con Dios, los sistemas "ético-religiosos" se preocupan por esta dimensión.